# The Trials of O'Brien
The Trials of O'Brien est une série télévisée américaine en vingt-deux épisodes diffusée sur CBS du 18 septembre 1965 au 18 mars 1966 avec Peter Falk dans le rôle d'un avocat shakespearien sordide, Elaine Stritch dans celui de sa secrétaire et Joanna Barnes comme son ex-femme.

## Liste des épisodes
| Épisode | Titre                               | Réalisateur         | Scénariste            |
| ------- | ----------------------------------- | ------------------- | --------------------- |
| 1       | Over Defence Is Out                 | Stuart Rosenberg    | Richard Alan Simmons  |
| 2       | Bargain Day on the Street of Regret | Bernard L. Kowalski | Irving Gaynor Neiman  |
| 3       | Notes on a Spanish Prisoner         | Stuart Rosenberg    | Harold Gast           |
| 4       | Never Bet on Anything That Talks    | Robert Gist         | Robert van Scoyk      |
| 5       | What Can Go Wrong                   | Lamont Johnson      | Irving Gaynor Neiman  |
| 6       | Goodbye and Keep Cool               | James Sheldon       | Gene Wang             |
| 7       | A Gaggle of Girls                   | Stuart Rosenberg    | Robert J. Crean       |
| 8       | The Trouble with Archie             | Bernard L. Kowalski | George Bellak         |
| 9       | How Do You Get to Carnegie Hall?    | Robert Gist         | George Bellak         |
| 10      | Charlie Has All the Luck            | Tom Gries           | Heywood Peters        |
| 11      | Picture Me a Murder                 | Lawrence Dobkin     | George Bellak         |
| 12      | Dead End on Flugel Street           | Paul Bogart         | Robert van Scoyk      |
| 13      | No Justice for the Judge            | Abner Biberman      | David Ellis           |
| 14      | Leave It to Me                      | Paul Bogart         | Philip H. Reisman Jr. |
| 15      | Alarums and Excursions              | Richard C. Sarafian | Robert J. Crean       |
| 16      | The 10-Foot, 6-Inch Pole            | Stuart Rosenberg    | Don Mankiewicz        |
| 17      | A Horse Called Destiny              | Abner Biberman      | Robert van Scoyk      |
| 18      | The Blue Steel Suite                |                     | David Ellis           |
| 19      | The Partridge Papers                | Lawrence Dobkin     | George Bellak         |
| 20      | The Greatest Game: Part 1           | Abner Biberman      | George Bellak         |
| 21      | The Greatest Game: Part 2           | Abner Biberman      | George Bellak         |
| 22      | The Only Game in Town               |                     | Robert van Scoyk      |

## Distribution

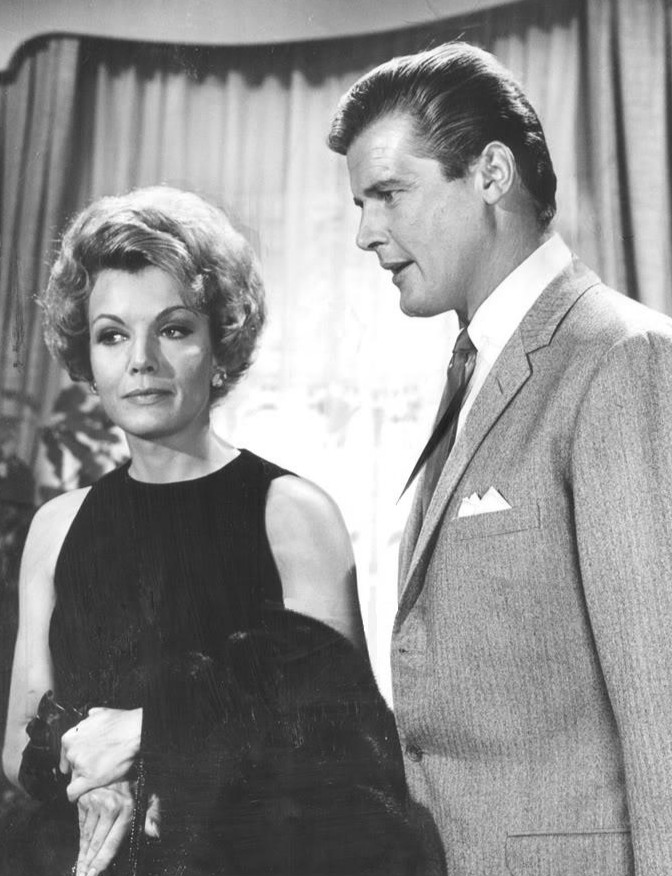
Roger Moore et Joanna Barnes, Trials of OBrien (1965)

### Quelques vedettes invitées
- Milton Berle
- Robert Blake
- David Burns
- David Carradine
- Faye Dunaway
- Britt Ekland
- Tammy Grimes
- Buddy Hackett
- Gene Hackman
- Frank Langella
- Angela Lansbury
- Cloris Leachman
- Roger Moore
- Rita Moreno
- Estelle Parsons
- Joanna Pettet
- Brock Peters
- Tony Roberts
- Martin Sheen